# ブギ
ブギ（boogie）とはスウィングまたはシャッフルのリズムによる反復フレーズでありブルース、スウィング・ジャズ、ロックンロールなどの音楽で用いられる。ブギーとも表記される。「8ビート最高の芸術」とも言われ、ビートに習慣性があり癖になる点もよく指摘される。
元々ピアノで演奏されたブギウギ（Boogie-woogie） スタイルのリズムをギターやダブルベースなどの楽器に適用したもの。ピアノ演奏の音盤として3人のピアノ奏者アルバート・アモンズ、ミード・ルクス・ルイス、ピート・ジョンソンの演奏を集めたオムニバス・アルバム『ブギウギ・トリオ』が知られている。

## 歴史

### 1900年代、黎明期
20世紀初頭、テキサス、ルイジアナ、オクラホマ、ミズーリ各州のブルース・ピアニスト達は後のブギ・ウギを特徴づける1小節8拍のベース・パターンを取り入れ演奏していた。彼らは1曲を通してブギ・ビートを弾くことはなく、ジャズで言うダブル・タイム のように4拍と8拍を織り交ぜ使用した。当時この技法には確固たる名称もなかった。ピアニストは堤防工事、テレピン油採取、材木伐採などの飯場にあるバレル・ハウス（安酒場）・サーキットをまわった。製材業の労働環境は劣悪で、黒人就労者で占められていた。最も初期の証言としてW.C.ハンディはベニー・フレンチー、ソニー・バック、セイモア・アバーナシーらの名を挙げ「エイト・ビートのブギウギのはしり」と評している。ジェリー・ロール・モートンはテネシー州メンフィス「モナーク・サルーン」でベニー・フレンチーの演奏を聴いている。「フレンチーが演奏すると、娼婦たちが壁までまっしぐらにかけていって、小走りのステップを踏みながら手を叩いて、右足をうしろの方へ蹴りあげる。それから『ああ、弾いて、ベニー、弾いて』って言うんだ」
世界情勢では、1914年に第一次世界大戦が勃発している。

### 1920年代 - 30年代、シカゴでの隆盛
1917年、シカゴ・ディフェンダー紙主筆ロバート・S・アボットが南部の黒人たちに北部への移住を呼びかける。「北部で自由人として凍えて死ねる権利があるというのに、なぜ南部で奴隷として凍死しなければならないのか」。1900年に3千人だったシカゴの黒人総数は1920年には10万9千人まで増加、その90％は他州からの移住者だった。人々が集まりピアノが置いてある所ならどこへでも行く、そんなピアノ弾きがシカゴに集まった。
1927年、ミード・ルクス・ルイス、「ホンキー・トンク・トレイン・ブルース」録音。1905年イリノイ州シカゴ生まれ。「ルクス」はルクセンブルク公爵に由来するあだ名。少年時代に線路脇に住んでいた体験を元に書かれた「ホンキー・トンク・トレイン・ブルース」をパラマウントに吹き込む。
1928年、カウ・カウ・ダヴェンポート、「カウ・カウ・ブルース」録音。1894年アラバマ州アニストン生まれ。独学でピアノを学び旅回りの一座に入り鉱山キャンプなどを巡業。テキサスで聴いた「ザ・カウズ」（牝牛たち）という曲をアレンジし「カウ・カウ・ブルース」を作曲、ドーラ・カーとコンビを組み自分の一座を結成、デトロイトやシカゴなど北部のプレイヤーに影響を与える。1928年7月16日、シカゴで録音された「カウ・カウ・ブルース」ではダヴェンポート自身「自分が発明した」と主張するウォーキング・ベース が聴かれる。1955年没。
1928年、パイントップ・スミス、「パイントップス・ブギ・ウギ」録音。1904年アラバマ州トロイ生まれ。赤毛のためパイントップと呼ばれる。1927年、ピッツバーグのスター劇場出演中、カウ・カウ・ダヴェンポートに励まされる。「おい、おまえさんなんともいやらしくブギウギしてるじゃないか」スミスはシカゴに出て部屋を借りる。偶然そこにはミード・ルクス・ルイスとアルバート・アモンズが居住していた。1928年12月29日、シカゴで録音された「パイントップス・ブギウギ」は音楽史上最初のブギウギ・レコード（タイトルに「ブギウギ」の語句が使用された最初のレコードの意）となる。1929年3月、パーティで起きた喧嘩口論による発砲事件に巻き込まれ死亡。
ピート・ジョンソンは、1904年ミズーリ州カンサス・シティで生まれた。1920年代から小編成のバンドを持ちKCのクラブで活動。「サンセット・クラブ」のバーテンダー兼歌手のビッグ・ジョー・ターナーとのコンビが人気を博す。「ピート・ジョンソンはブギに優れていましたが、決してブギだけを弾いている人ではありませんでした。ただカンサス・シティ生まれのテナー・マンのベン・ウェブスターのような人が『俺を揺さぶれ、みんなを揺さぶれ。ピート、みんなをジャンプさせるんだ』とわめいたときだけ私たちのためにブギを弾いてくれるのでした。」(メリー・ルー・ウィリアムス）1938年12月、「ライブラリー・オブ・コングレス」のために最初の録音を行う。1929年の世界恐慌で、大不況の時代になっていく。
1938年9月、トミー・ドーシー楽団「ブギ・ウギ」全米3位のヒット。ディーン・キンケイドが「パイントップス・ブギウギ」をビッグバンド用に編曲したこの曲をドーシー楽団はその後1943年（5位）、1945年（4位）と都合3回ヒットさせている。
1938年12月、ニューヨーク、カーネギー・ホールで「フロム・スピリチュアル・トゥ・スィング」開催。主催者ジョン・ハモンドの奔走によりアルバート・アモンズ、ミード・ルクス・ルイス、ピート・ジョンソンの出演が実現する。大変な評判となり翌39年には「ブギウギ・トリオ」としてシカゴの「シャーマン・ホテル」に出演、これをNBC放送が中継した。

### 1940年代
1940年代以降ブギウギは従来のピアノ演奏の一形態から、よりポピュラーな音楽として様々なジャンルの楽器演奏者、歌手に幅広い解釈をもって取り入れられる。
スウィングとポピュラー
- 1940年: ウィル・ブラッドリー楽団「スクラブ・ミー・ママ・ウィズ・ア・ブギー・ビート」（2位）
- 1941年: アンドリューズ・シスターズ「ブギウギ・ビューグル・ボーイ」
- 1942年: フレディ・スラック楽団「カウ・カウ・ブギ」（9位）
- 1944年: インク・スポッツ＆エラ・フィッツジェラルド「カウ・カウ・ブギ」（10位）
- 1944年: ライオネル・ハンプトン楽団「ハンプス・ブギ・ウギ」（18位）
- 1946年: カウント・ベイシー「ザ・マッド・ブギ」（10位）
- 1946年: フレディ・マーティン楽団「バンブル・ブギ」（7位）
- 1946年: ジーン・クルーパ楽団「ブギ・ブルース」（9位）
- 1947年: カウント・ベイシー「ワン・オクロック・ブギ」（8位）[9]

カントリー&ウェスタン
1944年9月、アーサー・スミス「ギター・ブギー」録音。ジャズ・ギタリストのスミスはトミー・ドーシー「ブギウギ」を元にこの曲を書き、1944年スーパーディスク・レコードから発売、1949年同じマスターを使用したMGM盤がヒットした。同曲はレス・ポール・トリオ（1946）、チャック・ベリー（1958）、フレディ・キング（1960）、スティーヴィー・レイ・ヴォーン、トミー・エマニュエルなどジャンルを超え多くのギタリストに演奏、録音される。
戦後、ブギウギ・リズムを基調としたカントリー音楽が流行。ヒルビリー・バップと呼ばれ、1950年代中期のロックンロール、ロカビリーの基礎となる。デルモア・ブラザース「フレイト・トレイン・ブギ」（1946）、テネシー・アーニー・フォード「ショットガン・ブギー」（1951 C&W1位）、ロイ・ホール「ホール・ロッタ・シェイキン・ゴーイン・オン」（1956）、など多くのカントリー・ミュージシャンがブギーをレパートリーにした。
ブルースとロック

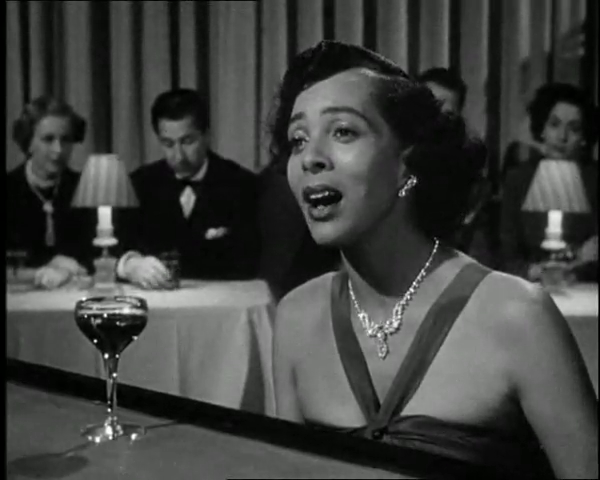
ハダ・ブルックス

ハダ・ブルックスは1916年ロサンゼルス生まれ。 幼少からクラシック・ピアノを学ぶ。1940年代中頃レコード店で演奏している時にジュークボックス修理工から声をかけられる。「君の最初の録音に800ドルの投資をしたい。ただし2週間でブギが弾けるようになるなら。」モダン・レコードを設立する直前のジュール・バイハリだった。1945年モダンからリリースした「Swingin' the Boogie」がヒット、「ブギの女王」と呼ばれる。1947年、「アウト・オブ・ザ・ブルー」(Out of the Blue) に歌手として出演、1951年黒人女性として最初のTV番組「ハダ・ブルックス・ショー」を持つ。2002年死去。
1948年9月、ジョン・リー・フッカーは「ブギー・チレン」を吹き込んだ。当時ブルースは一人で歌いギターを弾くスタイルは過去のものとなりバンド・アンサンブルが主流となっていた。しかしプロデューサー、バーナード・ベスマンはフッカーには弾き語りのスタイルが合うと確信。フッカーのフットストンプ音（足踏み）を強調するよう足元に板を用意、エコー効果を出すために便器に設置したスピーカーの音を拾った。「サリー・メイ」一曲に3時間を費やすなど録音は難航したがベスマンは自らブギ・ピアノを弾いて聞かせ、それをフッカーなりの解釈で演奏した「ブギー・チレン」が完成。1948年11月3日、モダン・レーベルから発売、R&B部門１位を獲得する。フッカーは1961年には「ブーン・ブーン」を発表した。
ジャンプ・ブルースのルイ・ジョーダンも、ブギー・リズムのヒット曲を持っている。1959年にはフランキー・フォードが「シー・クルーズ」のヒットを放った。1970年代前半には英国のグラム・ロックでも、Tレックスやスージー・クアトロ、ゲイリー・グイッターらによって、盛んにブギーのリズムが使用された。70年代後半以降は、ブギー・リズムが使われることは減少し、カントリーやブルースの分野などで、使用が見られる程度になっている。

## 日本におけるブギ

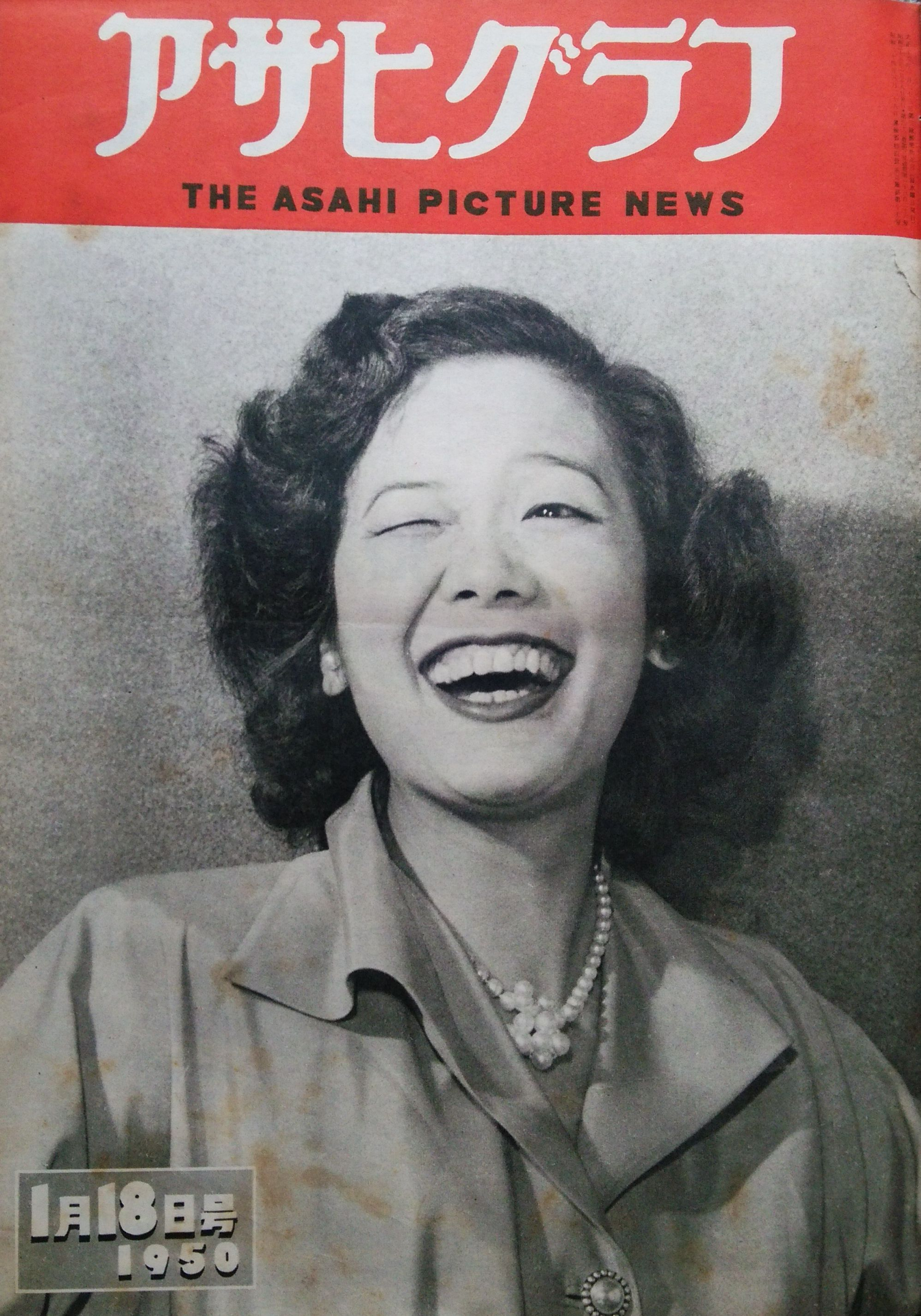
笠置シヅ子 1950

1947年、作曲家服部良一は終戦直後一面焼野原となった銀座で「星の流れに」を耳にし、ブルースをイメージする。「『焼け跡のブルース』はどうだろう。」 意見を求められたジャズ評論家、野川香文は「今はブルースではない、明るいリズムで行くべき。」と助言、服部は戦時中に楽譜を入手していたアンドリューズ・シスターズの「ブギウギ・ビューグル・ボーイ」を思い出す。1948年1月、鈴木勝の作詞、服部良一の作曲、笠置シヅ子の歌唱による「東京ブギウギ」発売。明るく開放的なこの歌は大きな反響を呼び、その後の一連のブギウギ作品と共に一世を風靡する。
1948年、服部は当時専属だったビクターから「市丸にブギを書いて欲しい」と依頼される。市丸は浅草の人気芸者から1931年ビクター入り、小唄勝太郎と共に「うぐいす歌手」として活躍するスター歌手だった。丸髷姿で純日本調の曲を歌うため首を動かすことすら止められていたが、「東京ブギウギ」を派手なアクションで歌う笠置シヅ子に刺激を受ける。「私もこんな風に動いてみたい」、彼女のそんな思いからの作曲依頼だった。1949年、「三味線ブギウギ」発売。裾を持ち上げ踊りながら歌う市丸に世間はアッと驚いた。服部良一の回想。「市丸さんはきれいだしリズムに強いから、モダン芸者として当たるだろうと自信を持って作ったんです。なにもかも初めてづくしなのに市丸さんは頑張りましたよ。予想通りヒットしましたが、あとで中山晋平先生が『時代が時代だからといって、市丸にあんな歌を歌わせることはないじゃないか』と怒っていたそうです。」

## 主な楽曲
- ジョン・リー・フッカー - 「ブーン・ブーン」「クロウリン・キングスネイク」
- フランキー・フォード  - 「シー・クルーズ」
- T・レックス  - 「ゲット・イット・オン」「テレグラム・サム」
- スージー・クアトロ  - 「キャン・ザ・キャン」
- ゲイリー・グリッター  - 「ロックンロール・パートII」
- ZZトップ  - 「ラ・グランジェ」
- グランド・ファンク・レイルロード  - 「オー・ワンダフル」
- ジョージ・サラグッド  - 「ムーブ・イット・オン・オーバー」
- ジム・クロウチ  - 「リロイ・ブラウンは悪い奴」

## 主なアーティスト
- ジョン・リー・フッカー
- T・レックス
- スージー・クアトロ
- ジョージ・サラグッド & ザ・デストロイヤーズ
- ZZトップ
- フランキー・フォード
- フォガット
- ゲイリー・グリッター
- ステイタス・クォー
- グランド・ファンク・レイルロード
- ファッツ・ドミノ
- ロイド・プライス
- ジミー・ヤンシー（英語版）
- アルバート・アモンズ（英語版）（1907年-1949年）
- ピート・ジョンソン
- ビッグ・ジョー・ターナー
- ジェイムズ・ブッカー
- ミード・ルクス・ルイス
- ブギウギ・トリオ
- ビッグ・メイシオ
- ルイ・ジョーダン
- ジェイムス・P・ジョンソン（英語版）
- ルーズヴェルト・サイクス
- フレディ・スラック（英語版）
- アンドリューズ・シスターズ
- マーシャ・ボール
- コマンダー・コディ（英語版）
- カウカウ・ダヴェンポート（英語版）（1894年-1945年）
- ドロシー・ドネガン（1924年-1980年）
- チャンピオン・ジャック・デュプリー（1908年-1992年）
- ビッグ・ジョー・ダスキン（英語版）（1921年-2007年）
- プロフェッサー・ロングヘア
- ドクター・ジョン